# 西海フェリー沈没事故
西海フェリー沈没事故（ソヘフェリーちんぼつじこ）は、1993年10月10日10時10分頃、韓国全羅北道扶安郡蝟島（ウィド）東方沖の黄海で発生した転覆沈没事故である。群山西海フェリー会社所属「西海フェリー号」（110トン、定員は乗務員14人、乗客207人の合計221人）の乗客乗員362人中、死者行方不明者は292人。乗客は蝟島の住民や釣り客などであった。

## 状況
西海フェリーは午前9時40分頃、蝟島を出発し約15km東に離れた格浦（キョクポ）港に向かったが、途中にある小島臨水島（イムスド）付近で10時10分頃に沈没した。現場は混乱し、同日午後11時30分までに判明した生存者は68人と報道されたが90人が救出されたという報道もあった。10月12日午前11時までに判明した生存者は67人と報道された。
当時、蝟島の気象は北西の風毎秒10～14m、波高2～3mの悪天候であった。定員221人の2倍近い362人を乗船させる過積載、航海士未搭乗に伴う甲板長の代理業務、船長の乱雑な操船、避難誘導係は2名のみ、船に取り付けられた救命ボート4台のうち1台しか動作しなかったことなども被害の拡大に繋がった。
10月18日、金泳三大統領は交通相の李啓謚及び海運港湾庁長（次官級）の2人を更迭した。